# ヘッダ (コンピュータ)
情報技術において、 ヘッダ（英語: header）とは、ファイルやパケットなどの先頭にあるデータである。
コンピュータは、データを処理する際に、まずヘッダの情報を読み取り、そのデータを処理する方法を判断する。よって、ヘッダは明確かつ明白な仕様または形式に従うことが重要である。
データ伝送の場合は、ヘッダに続くデータをペイロード(payload)または本文(body)と呼ぶ。

## 例
- 電子メールヘッダ: テキスト（本文）の前に、送信者、受信者、件名、送信タイムスタンプ、通過したメール転送エージェントの受信タイムスタンプなどのヘッダ行がある。詳細は RFC 5322 を参照。同様のヘッダはネットニュース(NNTP)メッセージやHTTPヘッダでも使用される。
- インターネットを介して送信されるデータパケットでは、データ（ペイロード）の前に、送信者および受信者のIPアドレス、ペイロードの形式を管理するプロトコルなどのヘッダ情報がある。ヘッダの形式はInternet Protocol(IP)で指定されている。
- 無線通信で送信されるデータパケット、もしくは磁気媒体に記憶されるデータのディスクセクタにおいて、ヘッダは、受信機がアナログの振幅および速度の変動に適応することとフレーム同期（英語版）のために同期ワード（英語版）で始まる。
- 画像ファイルフォーマット（英語版）では、ヘッダには、画像のサイズ、解像度、色数などに関する情報が含まれる。
- アーカイブファイルフォーマットでは、ファイル形式とそれに対応するアーカイブソフトウェアを識別するために、ファイルヘッダがフィンガープリント（英語版）やデジタル署名として機能する。
- 一部のプログラミング言語（C言語やC++など）では、関数がヘッダファイルで宣言されている。
- HTMLでは、head要素内にHTML文書自身に関するタイトルやスタイルシートなどの情報を記述する。